# Pseudobatenus
Pseudobatenus is een geslacht van kevers uit de familie van de loopkevers (Carabidae). De wetenschappelijke naam van het geslacht is voor het eerst geldig gepubliceerd in 1951 door Basilewsky.

## Soorten
Het geslacht Pseudobatenus omvat de volgende soorten:
- Pseudobatenus camerunicus (Burgeon, 1942)
- Pseudobatenus longicollis Basilewsky, 1951
- Pseudobatenus straneoi Basilewsky, 1957